# Alexandre Lopes
Alexandre Lopes (sinh ngày 29 tháng 10 năm 1974) là một cầu thủ bóng đá người Brasil.

## Đội tuyển bóng đá quốc gia Brasil
Alexandre Lopes thi đấu cho đội tuyển bóng đá quốc gia Brasil từ năm 1995 đến 1996.

## Thống kê sự nghiệp
| Đội tuyển bóng đá Brasil | Đội tuyển bóng đá Brasil | Đội tuyển bóng đá Brasil |
| Năm                      | Trận                     | Bàn                      |
| ------------------------ | ------------------------ | ------------------------ |
| 1995                     | 1                        | 0                        |
| 1996                     | 2                        | 0                        |
| Tổng cộng                | 3                        | 0                        |

## Sự nghiệp huấn luyện
Năm 2018, ông là một Huấn luyện viên Thủ môn cho Đội tuyển quốc gia bóng đá quốc gia Iran tại Giải vô địch bóng đá thế giới năm 2018. Năm 2019, ông được CLB Muangthong Utd thuê về dạy cho thủ môn Đặng Văn Lâm.